# José Gabriel Vazeilles
José Gabriel "Pico" Vazeilles (Santa Fe, 1 de abril de 1935 - Buenos Aires, 27 de marzo de 2022) fue un historiador argentino, especializado en América Latina.

## Biografía
Estudió derecho en la Universidad Nacional del Litoral, donde se recibió de abogado. En los años 60 se vinculó con la llamada "Nueva Izquierda" y escribió en revistas como Nueva Política (1965), autodefinida como "una revista de coincidencias a partir de una perspectiva nacionalista, revolucionaria y socialista”, donde participaron Juan Carlos Portantiero, Rodolfo Walsh, León Rozitchner, David Viñas y otros. Publicó su primer libro, Política y sindicatos, en 1964.
Publicó catorce libros sobre historia social y política. Fue titular de las cátedras Historia Social General (Licenciatura en Historia, UBA) e Historia Social General (Licenciatura en Artes, UBA).
En 2003 fue nombrado "Profesor Extraordinario Consulto" de la Facultad de Ciencias Sociales de la Universidad de Buenos Aires.

## Libros
- Política y sindicatos (Ed. Liberación, 1964)
- Los socialistas (Ed. Jorge Álvarez, 1967)
- La revolución rusa (CEAL, 1971)
- La conquista española de América (CEAL, 1971)
- La revolución china (CEAL, 1972)
- La ideología oligárquica y el terrorismo de Estado (CEAL, 1985)
- Ideologías del mercado y el Estado (CEAL, 1992)
- El fracaso argentino, sus raíces históricas en la ideología oligárquica (Biblos, 1997)
- Historia argentina, Etapas económicas y políticas 1850-1983 (Biblos, 1998)
- Las ideas autoritarias, de Lugones a Grondona (Biblos, 2001)
- Platonismo, marxismo y comunicación social (Biblos, 2002)
- La izquierda que no fue - estudios de historia ideológica (Biblos, 2003)
- El presente histórico y la historia universal (Manuel Suárez, 2005)
- Memorias de la militancia (Manuel Suárez, 2007)
- El pantano argentino y el torbellino latinoamericano (Manuel Suárez, 2008)
- La actual segunda gran crisis mundial capitalista (Manuel Suárez, 2011)
- La basura cultural en las jergas de Nietzsche y Heidegger (Manuel Suárez, 2004)